# Ferrari F2003GA
O  F2003-GA  é o modelo da Ferrari da temporada de 2003 da F-1. Condutores: Michael Schumacher e Rubens Barrichello. Os pilotos utilizaram esse chassi a partir do GP da Espanha até o final da temporada. O "GA" que aparece no chassi, é em homenagem a Gianni Agnelli, que faleceu em janeiro de 2003. Com o chassi F2003-GA, a equipe conquistou o campeonato de pilotos com Schumacher e o de construtores em 2003. 

## Resumo da temporada com o F2003GA
No início da temporada foi utilizado o F2002, que foi um carro impressionante por seu domínio na temporada de 2002, vencendo 14 dos 15 GPs que foi utilizado. O F2003GA foi baseado no anterior com linhas parecidas. Porém o desempenho não era o mesmo, até por isso atrasaram a sua estreia, que foi no quinto GP da temporada, o da Espanha.
A equipe vinha mais ou menos no campeonato, Schumacher estava com 18 pontos, 14 a menos que o líder, e Barrichello estava com 14 pontos. Na estreia do carro, Schumacher conquista a sua segunda vitória e fica próximo de Kimi Räikkönen, então líder do campeonato e que não completou a corrida. Três GPs mais tarde, Schumacher assumia a liderança pela primeira vez no ano com quatro vitórias conquistadas. A Ferrari não chegava nem perto do desempenho do ano anterior mas era, pelo menos, eficiente. Após a vitória no Canadá, Schumacher só foi vence nos GPs que acabaram sendo decisivos, o da Itália, e o dos EUA que acabou deixando-o em ótimo estado para conquistar o título. Mas nesses cinco GPs, o máximo que conquistou foi um terceiro lugar na França e teve um péssimo desempenho na Hungria, chegando em oitavo, uma volta atrás do vencedor que foi o jovem Fernando Alonso. Barrichello havia conquistado quatro terceiros lugares, além da brilhante vitória no GP da Inglaterra. Porém teve os três únicos abandonos com F2003GA, na Alemanha e EUA por acidente, e na Hungria por uma quebra da suspensão traseira na reta.
No último GP do ano, só Schumacher e Räikkönen tinham chances de título, mas Räikkönen estava em situação muito difícil, pois Schumacher só precisava chegar em oitavo, mesmo ele vencendo. A situação de Räikkönen piorou no treino qualificativo, mesmo Schumacher tendo problemas e tendo que largar em 14º lugar, Kimi conseguiu apenas a oitava posição. O GP que parecia estar fácil para o título de Schumacher, ficou emocionante quando Räikkönen estava em segundo e Schumacher teve que trocar o bico, por ter colidido em Takuma Sato. Mas no fim não adiantou os esforços de Kimi, pois Barrichello venceu a prova e Schumacher chegou em oitavo. Os títulos de construtores e pilotos vieram, o quinto consecutivo de equipes e o quarto de pilotos, inclusive com a quebra do recorde de títulos de Juan Manuel Fangio por Schumacher, que nesse ano mesmo não sendo brilhante, conquistou o seu hexacampeonato.

## Resultados[3]
(legenda) (em negrito indica pole position e itálico volta mais rápida)
| Ano  | Chassi   | Motor           | Pneus | N° | Pilotos             | 1   | 2   | 3   | 4   | 5   | 6   | 7   | 8   | 9   | 10  | 11  | 12  | 13  | 14  | 15  | 16  | Pontos      | Posição |  |
| ---- | -------- | --------------- | ----- | -- | ------------------- | --- | --- | --- | --- | --- | --- | --- | --- | --- | --- | --- | --- | --- | --- | --- | --- | ----------- | ------- |  |
|      |          |                 |       |    |                     |     |     |     |     |     |     |     |     |     |     |     |     |     |     |     |     |             |         |  |
|      |          |                 |       |    |                     | AUS | MAL | BRA | SMR | ESP | AUT | MON | CAN | EUR | FRA | GBR | GER | HUN | ITA | USA | JAP |             |         |  |
| 2003 | F2003-GA | Ferrari 052 V10 | B     | 1  | Michael Schumacher* |     |     |     |     | 1   | 1   | 3   | 1   | 5   | 3   | 4   | 7   | 8   | 1   | 1   | 8   | 126*1 (158) | 1°      |  |
| 2003 | F2003-GA | Ferrari 052 V10 | B     | 2  | Rubens Barrichello  |     |     |     |     | 3   | 3   | 8   | 5   | 3   | 7   | 1   | Ret | Ret | 3   | Ret | 1   | 126*1 (158) | 1°      |  |

* Campeão da temporada.
↑1  Até a quarta prova do campeonato utilizou o chassi F2002 marcando 32 pontos.